# Peter Skellern
Pour les articles homonymes, voir Peter et Skellern.
Peter Skellern, né le 14 mars 1947 à Bury (Angleterre) et mort le 17 février 2017 à Lanteglos-by-Fowey (Angleterre), est un chanteur, auteur-compositeur, pianiste et acteur britannique. Il est notamment l'auteur et l'interprète du titre You're a Lady (1972). Également diacre anglican, il est ordonné prêtre en 2016.

## Biographie

### Carrière
Peter Skellern commence ses études à la Derby High School, (Grand Manchester). Il joue dès son jeune âge de l'orgue à l´église St Michael's de Bolton et devient rapidement le maître de chœur. La musique dans la famille Skellern se transmet de génération en génération puisque son propre grand-père jouait du piano.
Skellern est diplômé de l'École de musique de Guildhall en 1968. Il y étudie le piano et peu après il rejoint le groupe d'harmonie vocale March Hare (devenant ensuite le Harlan County). Cependant, peu de temps après avoir terminé leur premier album de country / pop, le groupe se sépare. C´est ce groupe, bien que sans succès, qui a lancé la carrière musicale de Peter Skellern.
Il devient rapidement célèbre avec You're a Lady en 1972, son premier et plus grand succès. C'est une ballade extrêmement mélodique et romantique. La chanson est numéro 3 au UK Singles Chart (Royaume-Uni) et numéro 50 au Billboard Hot 100 (États-Unis). Il a écrit les paroles en travaillant comme portier d'hôtel à Shaftesbury.
En France, le parolier Frank Thomas adapte les paroles en français et Hugues Aufray reprend la chanson sous le titre Vous ma lady (1972). Brigitte Bardot et Laurent Vergez enregistrent également une version duo le 13 novembre 1972 au Studio Barclay ; le disque 45 tours sort le 3 janvier 1973.
En 1982, il écrit les paroles d'une chanson, One More Kiss, Dear, mise en musique par Vangelis et interprétée par Don Percival, constituant un des morceaux de la bande originale du film Blade Runner, de Ridley Scott. La plus grande partie de cette bande originale ne sortira qu'en 1994, lorsque Vangelis publiera sa propre version de la bande originale du film, celle-ci ayant été remplacée, en 1982, pour la sortie chez les disquaires, par une réinterprétation orchestrale de l'œuvre de Vangelis.
Il croise à cette occasion le chemin de Mary Hopkin qui, dans cette bande originale, interprète la Rachel's Song.
Il continue à faire des disques pendant le reste des années 1980, et devient également scénariste et compositeur de comédies musicales. Il a ainsi écrit et réalisé six programmes autobiographiques pour la BBC suivis d'une série de pièces musicales intitulées « Happy Endings ». Il composé la musique de thèmes pour plusieurs émissions de télévision en Angleterre comme « La vie et les temps de Henry Pratt », « Moi et ma fille » et « Chair et sang ».
Skellern jouera aussi au Royal Variety  dans les années 80  « Le monde magique des comédies musicales » pour la reine Elizabeth II et la reine Mère.
Peter Skellern a composé des musiques pour des chorales comme Waiting for the Word pour le programme de la  BBC « Songs of Praise » programmé le 19 août 2001.

### L'expérience Oasis
En 1984, Peter Skellern forme un groupe semi-classique appelé Oasis avec le violoncelliste Julian Lloyd Webber, la chanteuse Mary Hopkin, Bill Lovelady et Mitch Dalton aux guitares. Le groupe, éponyme d'un album, ne survit pas longtemps à cause de la santé de la chanteuse.

### Vie privée
Le 21 octobre 2016, Peter Skellern devient le Révérend Peter Skellern de l'Église d'Angleterre à la suite d´une autorisation exceptionnelle, étant en phase terminale d'un cancer (une tumeur au cerveau inopérable). Il réalise ainsi un rêve qu'il avait depuis l'âge de 9 ans. Il déclare à l'occasion de cette ordination : « J'étais perdu dans les abîmes et j'ai juste rejoint Dieu. » Il meurt quatre mois plus tard le 17 février 2017.
Peter a deux enfants avec sa femme, Diana Scare. Ils vivent en Cornouailles.

## Discographie
Singles
- You're a Lady, 1972 (n° 3 au UK Singles Chart, n° 50 au Billboard Hot 100)
- Our Jackie's Getting Married, 1972
- Hold On To Love, 1975 (n° 14 au UK Singles Chart, n° 106 au Billboard Hot 100)
- Love is the Sweetest Thing, 1978 (n° 60 au UK Singles Chart)[8]

Albums
- 1972 : You're A Lady
- 1974 : Not Without A Friend
- 1975 : Hard Times (Island Records)[9]
- 1979 : Astaire (Mercury)[10]
- 1980 : Captain Beaky and His Band, Volume 2
- 1982 : A String Of Pearls (Mercury)[11]